# نوارة هاشم
نوارة هاشم داعية اسلامية سورية، ومقدمة برامج على قناة الرسالة وقناة إقرأ .

## برامج تلفزيونية
- قرة العين
- في حب آل البيت
- مع الله
- سبعة يظلهم الله عزوجل